# 李齊賢
李齊賢（韓語：이제현，1287年—1367年），初名之公，字仲思，號益齋，高麗王朝末期文臣、詩人、词人、朝鲜半岛早期性理學家，历任高丽艺文春秋馆、西海道按兼使、进贤馆提学、知密直司、政堂文学、判三司事、右政丞、宰相等官职:395-396，在其五十余年的仕宦生涯中，经历了忠烈、忠宣、忠肃、忠穆、忠定、恭愍七位高丽君主。忠宣王退位后曾召李齐贤入元作他的侍臣。在元期间，李齐贤曾多次上书元廷，通过外交手段保全高丽的主权独立性:393-394。
李齐贤留有文集《益斋乱稿》和稗说集《栎翁稗说》。其中《益斋乱稿》收录有270首诗、53首词和93篇散文:397。他被14世纪朝鲜文坛推崇为“诗界正宗”、“东国杜子美”，即誉他与中国的李白和杜甫相媲美。他与另一位高丽诗人李奎報並稱“高丽汉诗双璧”，两人与崔致远一起称为朝鲜汉诗三大诗人:389。李齐贤同时也是朝鲜词史上最重要，成就最高的词人，对朝鲜后世词文学的创作产生了极大的影响。他的《巫山一段云》系列写景词，堪称是朝鲜写景词的巅峰之作，成为后人竞相效仿的典范。朝鲜王朝名臣柳成龍在《重刊益斋集跋文》中评价他说：“高丽五百年间，名世者多矣。求其本末兼备，始终一致，巍然高出无可议焉者，唯先生有焉。”19世纪末的金泽荣称他为朝鲜汉诗三千年来第一“大家”。:405

## 生平
李齐贤1288年出生于高丽首都松京（今朝鲜开城市）的兩班家庭。他的父李瑱是位著名的诗人，也是“后耆老会”的组织者。李齐贤15岁就考取成均试状元，同年进士考试丙科及第。17岁时，李齐贤走上仕途，初任奉先库判官、延庆宫录事等职，此后屡次升迁。26岁时，他出任西海道（今黄海南道）按廉使，在地方政绩斐然，后回京担任两年经济方面的官职:389。年轻时的李齐贤才高气盛。他参加科举考试时的主考官是当时高丽的名臣大儒权溥。他非常欣赏李齐贤的才华，将女儿许配了给他。权溥是最早接受理学的高丽儒学者之一，曾翻刻朱熹的《四书集注》，使高丽首次有了理学的公众读本。李齐贤后师从侍从忠宣王留居元大都十余年后回国的高丽理学家白颐正，是白颐正最早的学生，成为高丽最早的理学先驱之一:390。
1314年，迷恋元大都生活的忠宣王召李齐贤入元作他的侍臣，因为他感到“京师文学之士皆天下之选，吾府中未有其人，是吾羞”。此后数年，李齐贤陪侍在忠宣王左右，广交中国名士。1316年夏末，他奉命代忠宣王去成都、峨眉进香，1317年，回国一次，九月返回元大都。1319年秋，他陪忠宣王去扬州、镇江、杭州一带拜佛，同年冬，奉命离开忠宣王，携子从江南北归高丽。1321年春，在返回元大都途中，他得知忠宣王被刚刚即位的元英宗流放吐蕃的消息。他与其它高丽大臣全力疏救。与此同时，高丽权臣柳清臣和吴潜等人等人为巩固自己的势力献媚元廷，再次请求元朝在高丽设行省，将高丽并入元朝版图。为挽救高丽的独立性，李齐贤一方面劝诫柳清臣和吴潜等人勿忘国恩，一方面展开外交活动，多次上书元廷。1323年春，李齐贤再次上书元廷，最终使设行省之事无疾而终。他还为忠宣王之事上书元丞相伯住，最终使元英宗下旨将忠宣王改为流放较近些的朵思麻。当年忠宣王被赦返回元大都。:391-394
1324年，李齐贤升任匡靖大夫密直司事，次年加“推诚亮节”功臣号，任佥议评理政堂文学，后多次升迁，1336年，封金海君，负责艺文春秋馆的工作:395。1339年，他护送忠惠王去元大都。1340年，由于元廷内乱，忠惠王得释回国。次年，李齐贤也返回高丽。1344年忠穆王即位后，李齐贤被任命为忠穆王的老师，1346年，修《忠烈王实录》，后又判三司事。1352年元廷废忠定王后，他奉国表去元大都，请立高丽恭愍王。恭愍王继位后，李齐贤一度监国，又任右政丞，后四次担任宰相之职:395-396。他提出一些带有革新意义的施政方案，但屡遭拒绝，他因此数次上书辞官，最终于1357年获得批准:396。
李齐贤告老辞官后，住在开京的郊外，组织史官和文官们撰写国史，并关心时政。紅巾軍入侵高丽占领开京后，75岁高龄的李齐贤还曾前往恭愍王所逃往的安东尚州为他出谋划策。1367年，李齐贤病逝。:396谥文忠，配享恭愍王庙庭。

## 文学成就

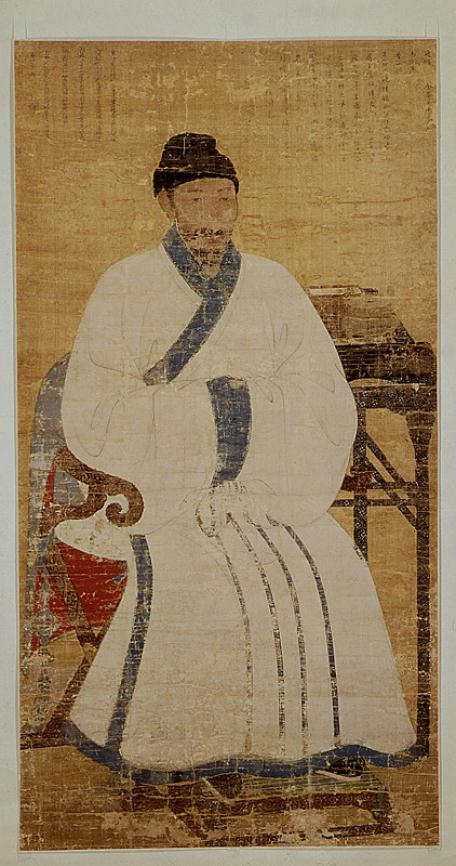
李齊賢像（1316年作）

### 诗
李齐贤的汉诗以近体诗为主，以七律为最佳。他在元大都做忠宣王侍臣期间与当代名士广泛交流，在语言和技巧方面与元代一流诗人无异。他的汉诗水平也达到了高丽前无古人的境地。他的诗很含蓄，他的爱国诗不像李奎报那样直抒对入侵者的憎恨，或是大肆宣扬祖国的历史文化，而是大多以婉转、含蓄的方式来表达。一方面这是由于他在元朝人在屋檐下的处境，另一方面也是他的风格，代表作有《多景楼陪权一斋用古人韵同赋》、《黄土店》、《至治癸亥四月二十日发京师》、《白沟》、《送田孟耕赴任全罗道》等。李齐贤也非常擅长写景，代表作有《金刚山二绝—普德窟》、《山中雪夜》、《朴渊》、《八月十七日放舟向峨眉山》等。:397-405
李齐贤在朝鲜汉诗史上拥有崇高的地位。李穑在《益斋乱稿·序》中如是评价，“东人仰之如泰山。学文之士，去其靡陋而稍尔雅，皆先生化之也。” 19世纪末的金泽荣说：“益斋诗工妙、清俊、具备万象”，并称他为朝鲜汉诗三千年来第一“大家”。:405-406

### 词
李齐贤是朝鲜词史上最重要也是成就最高的词人之一，对朝鲜后世词文学的创作产生了极大的影响。朝鲜因为有了李齐贤，才有了真正意义上的词文学。李齐贤留有53首词，其中42首是写景或者是以写景为主。其中他的《巫山一段云》系列写景词，堪称是朝鲜写景词的巅峰之作，成为后人竞相效仿的典范。
李齐贤不仅在朝鲜，在元朝词坛也占有重要地位（他在中国元朝创作的作品）。在元代除汉族人外其它民族的文人很少能填词。《全金元词》中收录的有姓名的作者有94人，词3500余首，其中非汉族作者10人，词作90首。如果把李齐贤当做域外人，少数民族词作者仅有9人37首作品，仅占元词数量的1%。而李齐贤的词就有53首，超过所有少数民族词人作品的总和，也超过汉族词作者人均创作数量。:406-415
李齐贤的填词经验使他对本国的民歌有了更深层次的认识，接纳了可唱的歌词，国语歌诗属于文学的概念。他以七言绝句的汉文诗形式翻译整理了11首高丽民间歌谣，并以《小乐府》为题编纂成集，成为朝鲜国语诗歌文学的宝贵财富。:415

### 绘画

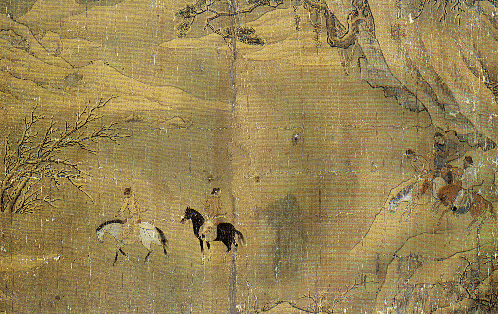
李齊賢作騎馬渡江圖

李齐贤很欣赏元朝画家和书法家赵孟頫，并曾向趙孟頫学习绘画。据说韩国国立中央博物馆所藏的《骑马渡江图》是李齐贤所画。:400